# Léopold Massiala
Léopold Masiala Kinkela Kulu Kangala, né le 27 novembre 1929 à Kingombe dans le Bas-Congo (République démocratique du Congo) et décédé le 2 septembre 1975 à Wombo, fut général de corps d'armées au sein des forces armées zaïroises.

## Biographie
Enseignant dans le Mayombe, il fut enrôlé dans la force publique vers le début des années 1950. Il fut parmi les premiers officiers de l’armée nationale congolaise après l’indépendance de la République démocratique du Congo[réf. nécessaire]. Revenant de Luluabourg où il passa une grande partie de sa formation militaire, notamment la formation d’officier, il sera nommé commandant et affecté à Boma dans le bas-Congo (1961-1963) après un bref séjour à Léopoldville (Kinshasa). 
En 1964 il sera nommé colonel et commandant de la ville de Luluabourg[réf. nécessaire].
Le 24 novembre 1965, il sera parmi les quatorze officiers du Haut commandement militaire qui amènera le général Mobutu au pouvoir après un coup d’État. Le 28 décembre de la même année, il fut promu général de brigade. Le 4 novembre 1966, commandant du 4e groupement à Élisabethville, il est nommé gouverneur du Sud-Katanga, remplaçant Godefroid Munongo. En avril 1967, il remplace temporairement le commandant en chef Louis Bobozo. En octobre 1967, il se retrouve à Bukavu au Kivu, commandant le front Est, où il combat les mercenaires du colonel Jean Schramme et autres (qui vont fuir vers le Rwanda). De retour à Kinshasa, fin 68, il est nommé général de major, avec comme fonction, inspecteur général de l’infanterie.
Le 6 avril 1972, après le départ en retraite du général Bobozo, il le remplace aux fonctions de commandant en chef de l’armée. (En intérim)[réf. nécessaire].
Le 19 septembre 1972, il est nommé conseiller du Président pour les affaires du haut commandement (Conseiller militaire) et passe au grade de général de corps d’armée[réf. nécessaire].
Il dirigera le Conseil international du sport militaire (CISM) au Congo,  organise en 1974, l’assemblé du CISM à Kinshasa[réf. nécessaire].
La même année, il est nommé chancelier des Ordres des Compagnons de la Révolution.
En août 1975, il présidera le conseil de guerre jugeant les 41 conspirateurs du coup d’État manqué contre le président Mobutu[réf. nécessaire].
Il meurt accidentellement un mois après, le 2 septembre 1975 à Wombo (Bas-Congo), lors d'un crash d’hélicoptère,.